# کوبوکا
کوبوکا (به لهستانی:  Kobyłka) یک منطقهٔ مسکونی در لهستان است که در شهرستان وووومین واقع شده‌است.
 کوبوکا ۲۰٫۰۵ کیلومتر مربع مساحت و ۲۲٬۰۰۰ نفر جمعیت دارد.